# Regeringen Sipilä
Regeringen Sipilä var Republiken Finlands 74:e regering och var i tjänst mellan den 29 maj 2015 och den 6 juni 2019. Regeringspartierna var Centern och Samlingspartiet samt från början Sannfinländarna, som efter sin partisplittring 2017 ersattes av utbrytargruppen Blå framtid.
Sipilä ansåg att regeringen skulle bli effektivare om den var mindre än tidigare sentida regeringar. Vid halvtidsgranskningen ökades dock antalet ministrar från 14 till 17. Dels hade arbets- och justitieministern haft stor arbetsbörda, dels ville man skapa utrymme för Sannfinländarnas kommande nya ordförande.
Två stora frågor som regeringen åtog sig var ökande av Finlands konkurrenskraft genom lägre lönekostnader och social- och hälsovårdsreformen som blivit liggande efter den tidigare regeringen. Därtill fick Sannfinländarna igenom att man skulle inleda experiment med att göra svenskundervisningen frivillig, och skärpa invandringspolitiken. För att minska budgetunderskottet kom man också att drastiskt skära ner och omprioritera utvecklingsbiståndet.
Regeringen tvingades snart ta ställning till Greklands skuldkris och migrationskrisen i Europa. I båda frågorna var man tvungen att godkänna åtgärder tvärt emot regeringsprogrammet och Sannfinländarnas vallöften: tilläggslån till Grekland beviljades och asylansökningar från tiotusentals flyktingar togs emot. Flyktingpolitiken skärptes dock genom bland annat avtal med Ryssland om att stoppa flyktingarna, strängare regler om familjeåterförening, reviderade analyser om ursprungsländernas säkerhet och en över lag skärpt linje. Landanalyserna och själva besluten görs som tjänstemannaarbeten, men det fanns en utbredd oro över att regeringens önskemål påverkat tjänstemännen.
Konkurrenskraften skulle ökas genom ökad arbetstid (vissa lediga dagar skulle avskaffas) och minskade avtalsenliga lönetillägg (semesterpeng, söndagstillägg). Trots protester lyckades Sipilä slutligen tvinga igenom ett så kallat konkurrenskraftsavtal. Eftersom många av ändringarna gällde gällande kollektivavtal var dock de omedelbara effekterna små och upprorsstämningen bland arbetstagarna gjorde avtalets framtid oviss.
Social- och hälsovårdsreformen innehöll i regeringens tappning en landskapsreform, ett skötebarn för Centern, och bestämmelser om att primärsjukvården skulle konkurrensutsättas, viktigt för Samlingspartiet. Frågan om antalet landskap och distrikt för specialsjukvården blev en politisk dragkamp. På svenskt håll protesterade man mot att Vasa centralsjukhus inte skulle få full jour, utan det svenskspråkiga Österbotten skulle betjänas av finskspråkiga Seinäjoki centralsjukhus. Grundlagsutskottet och presidenten förutsatte att svenskspråkig vård skulle säkerställas.
Våren 2017 var en stridsfråga den liberaliserade alkoholpolitiken som ingick i regeringsprogrammet. Efter att lagförslaget på bred front kritiserats av experter, för att ökad tillgänglighet i föreslagen form skulle leda till väsentligt ökad konsumtion, vägrade Centerns riksdagsgrupp att låta sig bindas av regeringen.

## Sannfinländarna och Blå framtid
Regeringen förväntades avgå i juni 2017, efter Sannfinländarnas partikongress där Jussi Halla-aho valdes till partiordförande och som uppfattades på ett avgörande sätt ha ändrat partiets linje. Ett tjugotal av Sannfinländarnas riksdagsledamöter, inklusive alla ministrar, bildade dock en utbrytargrupp, Nytt alternativ, som skulle stöda regeringen i tidigare sammansättning.

## Ministrar
| Titel                                                                  | Namn | Namn                 | Tillträdde       | Avgick            | Parti           |
| ---------------------------------------------------------------------- | ---- | -------------------- | ---------------- | ----------------- | --------------- |
| Statsminister                                                          |      | Juha Sipilä          | 29 maj 2015      | 6 juni 2019       | Centern         |
| Utrikes- och Europaminister Statsministerns ställföreträdare 2015-2017 |      | Timo Soini           | 29 maj 2015      | 6 juni 2019       | Blå framtid     |
| Finansminister Statsministerns ställföreträdare 2017-2019              |      | Alexander Stubb      | 29 maj 2015      | 22 juni 2016      | Samlingspartiet |
| Finansminister Statsministerns ställföreträdare 2017-2019              |      | Petteri Orpo         | 22 juni 2016     | 6 juni 2019       | Samlingspartiet |
| Utvecklings- och utrikeshandelsminister                                |      | Lenita Toivakka      | 29 maj 2015      | 22 juni 2016      | Samlingspartiet |
| Utvecklings- och utrikeshandelsminister                                |      | Kai Mykkänen         | 22 juni 2016     | 12 februari 2018  | Samlingspartiet |
| Utvecklings- och utrikeshandelsminister                                |      | Anne-Mari Virolainen | 12 februari 2018 | 6 juni 2019       | Samlingspartiet |
| Arbets- och justitieminister                                           |      | Jari Lindström       | 29 maj 2015      | 5 maj 2017        | Sannfinländarna |
| Arbetsminister                                                         |      | Jari Lindström       | 5 maj 2017       | 6 juni 2019       | Blå framtid     |
| Justitieminister                                                       |      | Antti Häkkänen       | 5 maj 2017       | 6 juni 2019       | Samlingspartiet |
| Inrikesminister                                                        |      | Petteri Orpo         | 29 maj 2015      | 22 juni 2016      | Samlingspartiet |
| Inrikesminister                                                        |      | Paula Risikko        | 22 juni 2016     | 12. februari 2018 | Samlingspartiet |
| Inrikesminister                                                        |      | Kai Mykkänen         | 12 februari 2018 | 6 juni 2019       | Samlingspartiet |
| Försvarsminister                                                       |      | Jussi Niinistö       | 29 maj 2015      | 6 juni 2019       | Blå framtid     |
| Reform- och kommunminister                                             |      | Anu Vehviläinen      | 29 maj 2015      | 6 juni 2019       | Centern         |
| Kultur- och undervisningsminister                                      |      | Sanni Grahn-Laasonen | 29 maj 2015      | 6 juni 2019       | Samlingspartiet |
| Miljö-, jord- och skogsbruksminister                                   |      | Kimmo Tiilikainen    | 29 maj 2015      | 6 juni 2019       | Centern         |
| Kommunikationsminister                                                 |      | Anne Berner          | 29 maj 2015      | 6 juni 2019       | Centern         |
| Näringsminister                                                        |      | Olli Rehn            | 29 maj 2015      | 29 december 2016  | Centern         |
| Näringsminister                                                        |      | Mika Lintilä         | 29 december 2016 | 6 juni 2019       | Centern         |
| Social- och hälsovårdsminister                                         |      | Hanna Mäntylä        | 29 maj 2015      | 25 augusti 2016   | Sannfinländarna |
| Social- och hälsovårdsminister                                         |      | Pirkko Mattila       | 25 augusti 2016  | 6 juni 2019       | Blå framtid     |
| Familje- och omsorgsminister                                           |      | Juha Rehula          | 29 maj 2015      | 10 juli 2017      | Centern         |
| Familje- och omsorgsminister                                           |      | Annika Saarikko      | 10 juli 2017     | 6 juni 2019       | Centern         |
| Kultur-, idrotts- och europaminister                                   |      | Sampo Terho          | 5 maj 2017       | 6 juni 2019       | Blå framtid     |
| Jordbruksminister                                                      |      | Jari Leppä           | 5 maj 2017       | 6 juni 2019       | Centern         |